# Бхакер, Ману
Ману Бхакер (англ. Manu Bhaker; род. 18 февраля 2002, Джаджар, Харьяна) — индийская спортсменка, выступающая в стрельбе из пневматического пистолета. Двукратный бронзовый призёр Летних Олимпийских игр-2024 в стрельбе из пневматического пистолета с 10 м (в индивидуальных и командных смешанных соревнованиях), чемпион и серебряный призёр Юношеских Олимпийских Игр (2018), чемпионка Игр Содружества (2018), многократная чемпионка Кубка мира по стрельбе на индивидуальных и смешанных командных соревнованиях. Лауреат премии Арджуна (2020).
Первая спортсменка в истории Индии, выигравшая олимпийскую медаль в стрелковом спорте и первая индийская спортсменка, выигравшая 2 медали на Олимпийских играх. Также Ману является самой молодой спортсменкой от Индии, выигравшей Кубок мира по стрельбе, и рекордсменкой Игр Содружества.

## Ранняя жизнь
Ману Бхакер родилась 18 февраля 2002 года в деревне Гория в окргуе Джаджар индийского штата Харьяна. В детстве Ману увлекалась тань-та, теннисом и боксом и участвовала в национальных соревнованиях по этим видам спорта.

## Спортивная карьера

### 2017 — 2018: Начало карьеры и успех на Кубках мира
Согласно изданию The Indian Express, Ману начала заниматься спортивной стрельбой в возрасте 14 лет, после того, как её отец купил ей пневматический пистолет за 150 000 рупий. Бхакер дебютировала на международных соревнованиях на чемпионате Азии среди юниоров по стрельбе в 2017 года, где завоевала серебряную медаль. В том же году на чемпионате Индии по стрельбе  Бхакер выиграла девять золотых медалей и победила двукратную чемпионку Кубка мира по стрельбе и Игр Содружества Хину Сидху, набрав 242,3 очка в финали и побив рекорд Сидху на 1,5 очка
В 2018 году на Кубке мира по стрельбе в Гвадалахаре в возрасте 16 лет, Бхакер завоевала золотую медаль в стрельбе из пневматического пистолета с 10 метров c 237,5 очками в финале, победив двукратную чемпионку Мексики Алехандру Завалу на 0,4 очка. Бхакер стала самой молодой спортсменкой-золотой медалисткой на Кубке мира по стрельбе от Индии.
Кроме того, на Кубке Мира Бхакер завоевала ещё одну золотую медаль в смешанных командных соревнованиях по стрельбе с 10 метров, выступая в паре с Омом Пракашем Митарвалем. Они набрали 476,1 балла, опередив представителей Германии Сандру Райтц и Кристиана Райтца на 0,9 баллов.
На Играх Содружества в 2018 в Голд-Косте Ману вышла в финал соревнований по стрельбе из пневматического пистолета с 10 метров, набрав 388 из 400 очков, и взяла золотую медаль, установив новый рекорд Игр Содружества (240,9 очков) в возрасте 16 лет.
Свою четвёртую золотую медаль в спортивной карьере в 2018 году 16-летняя Бхакер завоевала на Летних Юношеских Олимпийских играх в Буэнос-Айресе, где набрала 236,5 очков в финальном раунде соревнований по стрельбе с 10 метров. Ману стала первой спортсменкой-женщиной и первым спортсменом в дисциплине спортивной стрельбы из Индии, завоевавшей золотую медаль на юношеских Олимпийских играх. В том же году Бхакар выступала на Летних Азиатских играх, где заняла шестое место в финале.

### 2019 — 2024: Чемпионаты мира и участие в Олимпиадах
На Кубках мира по стрельбе 2019 года Бхакер завоевала шесть золотых медалей в стрельбе из пневматического пистолета с 10 метров, пять из которых – на смешанных командных соревнованиях. В мае того же года Ману прошла квалификацию на Летние Олимпийские игры 2020 в Токио, которые должны были стать для неё деюбтными, после её хорошего результата на Кубке мира. На олимпиаде спортсменка должна была представлять Индию в трёх соревнованиях по стрельбе (стрельба с 10 м, стрельба с 25 м и стрельба с 10 м в смешанных командах), однако из-за неисправности пистолета Ману не смогла пройти квалификацию в финал ни в одной их трёх дисциплин.
В 2020 году Ману Бхакер была вручена премия Арджуна – индийская гражданская награда, вручаемая за выдающиеся достижения в области спорта.
В 2021 году Ману взяла три медали на Кубках мира-2021 в Нью-Дели и Осиеке и дебютировала на Чемпионате мира по стрельбе среди юниоров в Лиме, выиграв там 5 золотых и одну бронзовую медаль в различных стрелковых дисциплинах. После успеха на юниорском чемпионате мира, в 2022 и 2023 годах Ману Бхакур приняла участие в Чемпионатах мира по стрельбе, где оба раза на командных соревнованиях по стрельбе из пистолета с 25 метров заняла серебро и золото, соответственно.
Кроме того, на летних Азиатских играх 2022 года Ману взяла золотую медаль на командных соревнованиях по стрельбе из пистолета на 25 м вместе с партнёрами по команде, а на Летней Универсиаде-2021, прошедшей в июле 2023 года в Чэнду, выиграла ещё две золотые медали (одну на индивидуальных соревнованиях, вторую — на командных соревнованиях).
В 2024 году, на летних Олимпийских играх в Париже, Ману завоевала сразу две бронзовые медали в стрельбе из пневматического пистолета (10 м). Первую медаль Бхакер взяла 28 июля на индивидуальных соревнованиях, набрав 221,7 очко и уступив представительницам Республики Корея Ким Йе Джи и О Йе Джин. Она стала первой спортсменкой от Индии, взявшей медаль на Олимпийских играх-2024, и первой спортсменкой в истории страны, взявшей медаль в стрелковом спорте. 30 июля, на смешанных командных соревнованиях, Ману взяла вторую бронзовую медаль со своим партнёром Сарабджотом Сингхом, став первой олимпийской мультимедалисткой в истории независимой Индии.

## Судебные иски
После того, как Ману взяла две медали на Летних Олимпийских играх 2024 года, представители менеджмента Ману Бхакер из организации IOS Sports & Entertainment подали иски в суд на несколько организаций за «нарушение прав личности» и «несанкционированную рекламу». Согласно изданию The Economic Times, IOS Sports & Entertainment подали иски в связи с использованием фотографий и изображений спортсменки некоторыми брендами без явного согласия Ману, что противоречит правилам ASCI — индийской организации, регулирующей стандарты использования рекламы в медийном поле. Под удар попали в частности компании, которые размещали на своих веб-страницах поздравления Ману Бхакер с её успехом на Олимпиаде, при этом не являясь её официальными спонсорами.